# Santa Catarina Juquila
Santa Catarina Juquila est une ville de l'état mexicain d'Oaxaca, située dans la Sierra Sur de l'entité.
Elle est le chef-lieu de la municipalité du même nom, est l'un des centres les plus importants de pèlerinage religieux au Mexique, pour vénérer dans son temple l'image mariale de Notre-Dame de Juquila (es).